# Shane Black
Shane Black (ur. 16 grudnia 1961 w Pittsburghu) – amerykański aktor, scenarzysta, producent i reżyser filmowy.

## Życiorys
Urodził się w Pittsburghu w Pensylwanii, syn Paula i Patricii Ann Black. W 1986 zadebiutował w filmie rolą w Nocy pełzaczy, jako aktor kojarzony jest jako Hawkins w Predatorze. Pierwszy scenariusz napisał do filmu Łowcy potworów. Jest znany jako scenarzysta takich filmów jak Zabójcza broń, Ostatni skaut, Długi pocałunek na dobranoc, czy Iron Man 3, a także reżyser..

## Filmografia

### Aktor
- Noc pełzaczy (1986) jako Policjant na posterunku
- Predator (1987) jako Hawkins
- Gorączka śmierci (1988) jako Policjant patrolujący
- Ostatni skaut (1991) jako Zwolennik
- RoboCop 3 (1993) jako Donnelly
- Night Realm (1994)
- Lepiej być nie może (1997) jako Brian
- Any Day (2015) jako Gino
- Swing State (2016) jako Luke

### Producent
- Ostatni skaut (1991)
- Długi pocałunek na dobranoc (1996)
- A.W.O.L (2006)
- Agent: Century 21 (2014)
- Predator (2018)

### Reżyser
- Kiss Kiss Bang Bang (2005)
- Iron Man 3 (2013)
- Edge (2015)
- Nice Guys. Równi goście (2016)
- Predator (2018)

### Scenarzysta
- Łowcy potworów (1987)
- Zabójcza broń (1987)
- Ostatni skaut (1991)
- Bohater ostatniej akcji (1993)
- Długi pocałunek na dobranoc (1996)
- Kiss Kiss Bang Bang (2005)
- A.W.O.L (2006)
- Iron Man 3 (2013)
- Edge (2015)
- Nice Guys. Równi goście (2016)